# Vedbæk
Vedbæk è una piccola cittadina situata nel comune di Rudersdal in Danimarca..
Vedbæk si trova a nord di Copenaghen e sulla costa dell'Øresund, a sud si trova il porticciolo, costruito nel 1919 e più volte ampliato. Le tracce dell'originario villaggio di pescatori sono completamente scomparse.